# Молочанский район
Молочанский район (укр. Молочанський район, нем. Nationalrajon Molotschansk) — административная единица Украинской ССР, существовавшая в 1924—1939 годах.

## История
Молочанский район с центром в селе Молочанск был образован в 1924 году в составе Бердянского округа Екатеринославской губернии на территории бывших Богдановской (Гнаденфельдской) и Молочанской (Гальбштадской) волостей.
В 1925 году в связи с ликвидацией Бердянского округа Молочанский район был передан в Мелитопольский округ.
В 1928 году к Молочанскому району был присоединён Пришибский район.
В 1930 году окружная система в СССР была упразднена и Молочанский район перешёл в прямое подчинение Украинской ССР.
В 1932 году Молочанский район отошёл к Днепропетровской области, а в 1939 — к Запорожской.
В 1933 году в районе числилось 20 немецких, 5 украинских и 1 русский сельсовет.
В 1935 году 11 сельсоветов Молочанского района были переданы в новый Ротфронтовский район.
Указом Президиума ВС УССР от 26 марта 1939 года Молочанский район, как и большинство национальный районов СССР, был упразднён. При этом его территория была разделена между Больше-Токмакским, Мелитопольским и Михайловским районами.

## Культура
В 1930-е годы в районе издавались газеты «Deutscher Kollektivist», «Für bolschewistische Kollektive» и «За більшовицькі колгоспи».